# Hongrie aux Jeux olympiques d'été de 2012
La Hongrie participe aux Jeux olympiques d'été de 2012 à Londres. Il s'agit de sa 25e participation aux Jeux olympiques d'été.

## Médaillés

### Médailles d'or
| Sport                  | Discipline                | Athlète(s)                                                   | Performance        | Date       |
| Médailles d'or : 8     |                           |                                                              |                    |            |
| Athlétisme             | Lancer du marteau hommes  | Krisztián Pars                                               | 80,59 m            | 5 août     |
| Canoë-kayak            | K2 1 000 m hommes         | Rudolf Dombi Roland Kökény                                   | 3 min 09 s 646     | 8 août     |
| Canoë-kayak            | K4 500 m femmes           | Gabriella Szabó Danuta Kozák Katalin Kovács Kristina Fazekas | 1 min 30 s 827     | 8 août     |
| Canoë-kayak            | K1 500 m femmes           | Danuta Kozák                                                 | 1 min 51 s 454     | 9 août     |
| Escrime                | Sabre masculin individuel | Áron Szilágyi                                                | 15 - 8             | 29 juillet |
| Gymnastique artistique | Cheval d'arçons hommes    | Krisztián Berki                                              | 16.066             | 5 août     |
| Natation               | 200 m brasse hommes       | Dániel Gyurta                                                | 2 min 07 s 28 (RM) | 1er août   |
| Natation               | 10 km femmes              | Éva Risztov                                                  | 1 h 57 min 38.2 s  | 9 août     |

### Médailles d'argent
| Sport                  | Discipline            | Athlète(s)                                             | Performance    | Date       |
| Médailles d'argent : 4 |                       |                                                        |                |            |
| Canoë-kayak            | K4 1 000 m hommes     | Zoltán Kammerer Dávid Tóth Tamás Kulifai Dániel Pauman | 2 min 55 s 699 | 9 août     |
| Canoë-kayak            | K2 500 m femmes       | Katalin Kovács Natasa Dusev-Janics                     | 1 min 43 s 278 | 9 août     |
| Judo                   | Moins de 66 kg hommes | Miklós Ungvári                                         |                | 29 juillet |
| Lutte                  | Moins de 66 kg hommes | Tamás Lőrincz                                          | 0-3 / 0-4      | 7 août     |

### Médailles de bronze
| Sport                   | Discipline            | Athlète(s)          | Performance     | Date       |
| Médailles de bronze : 6 |                       |                     |                 |            |
| Canoë-kayak             | K1 200 m femmes       | Natasa Dusev-Janics | 45 s 128        | 11 août    |
| Judo                    | Moins de 48 kg femmes | Éva Csernoviczki    | ippon           | 28 juillet |
| Lutte                   | Moins de 55 kg hommes | Péter Módos         | 3-0 / 0-3 / 2-0 | 5 août     |
| Lutte                   | Moins de 74 kg hommes | Gábor Hatos         |                 | 5 août     |
| Natation                | 200 m 4 nages hommes  | László Cseh         | 1 min 56 s 22   | 2 août     |
| Pentathlon moderne      | Compétition masculine | Ádám Marosi         | 5836 points     | 11 août    |

## Aviron
Hommes
| Athlète                   | Compétition                 | Séries | Séries | Repêchage | Repêchage | Quarts de finale | Quarts de finale | Demi-finales | Demi-finales | Finales | Finales |
| Athlète                   | Compétition                 | Temps  | Rang   | Temps     | Rang      | Temps            | Rang             | Temps        | Rang         | Temps   | Rang    |
| ------------------------- | --------------------------- | ------ | ------ | --------- | --------- | ---------------- | ---------------- | ------------ | ------------ | ------- | ------- |
| Béla Simon Domonkos Széll | Deux sans barreur           |        |        |           |           | NC               | NC               |              |              |         |         |
| Zsolt Hirling Tamás Varga | Deux de couple poids légers |        |        |           |           | NC               | NC               |              |              |         |         |

## Cyclisme

### Cyclisme sur route
| Athlète           | Compétition            | Temps | Rang |
| ----------------- | ---------------------- | ----- | ---- |
| Krisztián Lovassy | Course en ligne hommes | DNF   | -    |

### VTT
| Athlète       | Compétition              | Temps | Rang |
| ------------- | ------------------------ | ----- | ---- |
| András Parti  | Cross-country VTT hommes |       |      |
| Barbara Benkó | Cross-country VTT femmes |       |      |

## Escrime
Hommes
| Athlète       | Compétition       | 1/32 de finale   | 1/16 de finale   | 1/8 de finale    | Quarts de finale | Demi-finales     | Finale           | Finale |
| Athlète       | Compétition       | Adversaire Score | Adversaire Score | Adversaire Score | Adversaire Score | Adversaire Score | Adversaire Score | Rang   |
| ------------- | ----------------- | ---------------- | ---------------- | ---------------- | ---------------- | ---------------- | ---------------- | ------ |
| Géza Imre     | Épée individuelle |                  |                  |                  |                  |                  |                  |        |
| Áron Szilágyi | Sabre individuel  |                  |                  |                  |                  |                  |                  |        |

Femmes
| Athlète      | Compétition        | 1/32 de finale   | 1/16 de finale   | 1/8 de finale    | Quarts de finale | Demi-finales     | Finale           | Finale |
| Athlète      | Compétition        | Adversaire Score | Adversaire Score | Adversaire Score | Adversaire Score | Adversaire Score | Adversaire Score | Rang   |
| ------------ | ------------------ | ---------------- | ---------------- | ---------------- | ---------------- | ---------------- | ---------------- | ------ |
| Emese Szász  | Épée individuelle  |                  |                  |                  |                  |                  |                  |        |
| Aida Mohamed | Fleuret individuel |                  |                  |                  |                  |                  |                  |        |

## Handball

### Tournoi masculin
Classement
| # | Équipe       | Pts | G | N | P | PP  | PC  | Diff |
| - | ------------ | --- | - | - | - | --- | --- | ---- |
| 1 | Croatie      | 10  | 5 | 0 | 0 | 150 | 109 | +41  |
| 2 | Danemark     | 8   | 4 | 0 | 1 | 124 | 129 | -5   |
| 3 | Espagne      | 6   | 3 | 0 | 2 | 140 | 126 | +14  |
| 4 | Hongrie      | 4   | 2 | 0 | 3 | 114 | 128 | -14  |
| 5 | Serbie       | 2   | 1 | 0 | 4 | 120 | 131 | -11  |
| 6 | Corée du Sud | 0   | 0 | 0 | 5 | 115 | 140 | -25  |

|  | Qualifié pour les quarts de finale                                                                             |
|  | Éliminé |
|  | Pts points ; G victoires ; N nuls ; P défaites BP buts marqués ; BC buts encaissés ; Diff différence de points |

Matchs
| 29 juillet 21 h 15 | Hongrie   | 25 - 27   | Danemark | Copper Box, Londres Affluence : 5 000 Arbitrage : N. Lazaar, L. Reveret |
| 29 juillet 21 h 15 | Császár 8 | (10 - 13) | Eggert 9 | Copper Box, Londres Affluence : 5 000 Arbitrage : N. Lazaar, L. Reveret |
| 29 juillet 21 h 15 | ×1 ×7     | Rapport   | ×3 ×5    | Copper Box, Londres Affluence : 5 000 Arbitrage : N. Lazaar, L. Reveret |

| 31 juillet 11 h 15 | Corée du Sud     | 19 - 22 | Hongrie | Copper Box, Londres Affluence : 4 262 Arbitrage : G. Nachevski, S. Nikolov |
| 31 juillet 11 h 15 | Yik-Yeong, Han 4 | (9 - 7) | Lékai 5 | Copper Box, Londres Affluence : 4 262 Arbitrage : G. Nachevski, S. Nikolov |
| 31 juillet 11 h 15 | ×4 ×3            | Rapport | ×4      | Copper Box, Londres Affluence : 4 262 Arbitrage : G. Nachevski, S. Nikolov |

| 2 août 14 h 30 | Croatie | 26 - 19  | Hongrie         | Copper Box, Londres Affluence : 4 950 Arbitrage : K. Abrahamsen, A. Kristiansen |
| 2 août 14 h 30 | Čupić 7 | (11 - 9) | Császár, Nagy 4 | Copper Box, Londres Affluence : 4 950 Arbitrage : K. Abrahamsen, A. Kristiansen |
| 2 août 14 h 30 | ×3 ×6   | Rapport  | ×3 ×2           | Copper Box, Londres Affluence : 4 950 Arbitrage : K. Abrahamsen, A. Kristiansen |

| 4 août 21 h 15 | Hongrie | 22 - 33   | ' Espagne     | Copper Box, Londres Affluence : 4 280 Arbitrage : V. Horáček, J. Novotný |
| 4 août 21 h 15 | Nagy 7  | (13 - 16) | Aguinagalde 9 | Copper Box, Londres Affluence : 4 280 Arbitrage : V. Horáček, J. Novotný |
| 4 août 21 h 15 | ×4      | Rapport   | ×3 ×4         | Copper Box, Londres Affluence : 4 280 Arbitrage : V. Horáček, J. Novotný |

| 6 août 9 h 30 | Hongrie  | 26 - 23  | Serbie             | Copper Box, Londres Affluence : 4 159 Arbitrage : K. Abrahamsen, A. Kristiansen |
| 6 août 9 h 30 | Mocsai 9 | (9 - 11) | Ilić, Prodanović 5 | Copper Box, Londres Affluence : 4 159 Arbitrage : K. Abrahamsen, A. Kristiansen |
| 6 août 9 h 30 | ×4 ×3    | Rapport  | ×3 ×4              | Copper Box, Londres Affluence : 4 159 Arbitrage : K. Abrahamsen, A. Kristiansen |

Quart de Finale
| 8 août 11 h 00 | Islande              | 33 - 34 (ap)       | Hongrie | Basketball Arena, Londres Affluence : 9 063 Arbitrage : N. Lazaar, L. Reveret |
| 8 août 11 h 00 | Sigurðsson 8         | (12 - 16, 27 - 27) | Nagy 9  | Basketball Arena, Londres Affluence : 9 063 Arbitrage : N. Lazaar, L. Reveret |
| 8 août 11 h 00 | Prol. : 3 - 3, 3 - 4 |                    |         | Basketball Arena, Londres Affluence : 9 063 Arbitrage : N. Lazaar, L. Reveret |
| 8 août 11 h 00 | ×3 ×2                | Rapport            | ×3 ×4   | Basketball Arena, Londres Affluence : 9 063 Arbitrage : N. Lazaar, L. Reveret |

Demi-Finale
| 10 août 17 h 00 | Hongrie   | 26 - 27   | Suède    | Basketball Arena, Londres Affluence : 9 597 Arbitrage : L. Geipel, M. Helbig |
| 10 août 17 h 00 | Császár 8 | (12 - 15) | Ekberg 6 | Basketball Arena, Londres Affluence : 9 597 Arbitrage : L. Geipel, M. Helbig |
| 10 août 17 h 00 | ×4 ×3     | Rapport   | ×3 ×5    | Basketball Arena, Londres Affluence : 9 597 Arbitrage : L. Geipel, M. Helbig |

Match pour la Médaille de Bronze 
| 12 août 11 h 00 | Hongrie    | 26 - 33   | Croatie | Basketball Arena, Londres Affluence : 9 263 Arbitrage : V. Horáček, J. Novotný |
| 12 août 11 h 00 | Harsányi 7 | (14 - 19) | Čupić 8 | Basketball Arena, Londres Affluence : 9 263 Arbitrage : V. Horáček, J. Novotný |
| 12 août 11 h 00 | ×4         | Rapport   | ×3      | Basketball Arena, Londres Affluence : 9 263 Arbitrage : V. Horáček, J. Novotný |

## Gymnastique

### Artistique
Hommes
| Athlète         | Compétition | Appareils | Appareils | Appareils | Appareils | Appareils | Appareils | Qualification | Qualification | Appareils | Appareils | Appareils | Appareils | Appareils | Appareils | Finale | Finale |
| Athlète         | Compétition | S         | CA        | A         | SC        | BP        | BF        | Total         | Rang          | S         | CA        | A         | SC        | BP        | BF        | Total  | Rang   |
| --------------- | ----------- | --------- | --------- | --------- | --------- | --------- | --------- | ------------- | ------------- | --------- | --------- | --------- | --------- | --------- | --------- | ------ | ------ |
| Krisztián Berki | Individuel  |           |           |           |           |           |           |               |               |           |           |           |           |           |           |        |        |
| Vid Hidvégi     | Individuel  |           |           |           |           |           |           |               |               |           |           |           |           |           |           |        |        |

Femmes
| Athlète        | Compétition | Appareils | Appareils | Appareils | Appareils | Qualification | Qualification | Appareils | Appareils | Appareils | Appareils | Finale | Finale |
| Athlète        | Compétition | S         | SC        | BA        | P         | Total         | Rang          | S         | SC        | BA        | P         | Total  | Rang   |
| -------------- | ----------- | --------- | --------- | --------- | --------- | ------------- | ------------- | --------- | --------- | --------- | --------- | ------ | ------ |
| Dorina Böczögő | Individuel  |           |           |           |           |               |               |           |           |           |           |        |        |

## Judo
Hommes
| Athlète         | Compétition    | 1/32 de finale      | 1/16 de finale      | 1/8 de finale       | Quarts de finale    | Demi-finales        | Repêchage 1         | Repêchage 2         | Finale              | Finale |
| Athlète         | Compétition    | Adversaire Résultat | Adversaire Résultat | Adversaire Résultat | Adversaire Résultat | Adversaire Résultat | Adversaire Résultat | Adversaire Résultat | Adversaire Résultat | Rang   |
| --------------- | -------------- | ------------------- | ------------------- | ------------------- | ------------------- | ------------------- | ------------------- | ------------------- | ------------------- | ------ |
| Miklós Ungvári  | Moins de 66 kg |                     |                     |                     |                     |                     |                     |                     |                     |        |
| László Csoknyai | Moins de 81 kg | NC                  |                     |                     |                     |                     |                     |                     |                     |        |
| Tamás Madarász  | Moins de 90 kg | NC                  |                     |                     |                     |                     |                     |                     |                     |        |
| Barna Bor       | Plus de 100 kg | NC                  |                     |                     |                     |                     |                     |                     |                     |        |

Femmes
| Athlète          | Compétition    | 1/16 de finale      | 1/8 de finale       | Quarts de finale    | Demi-finales        | Repêchage 1         | Repêchage 2         | Finale              | Finale |
| Athlète          | Compétition    | Adversaire Résultat | Adversaire Résultat | Adversaire Résultat | Adversaire Résultat | Adversaire Résultat | Adversaire Résultat | Adversaire Résultat | Rang   |
| ---------------- | -------------- | ------------------- | ------------------- | ------------------- | ------------------- | ------------------- | ------------------- | ------------------- | ------ |
| Éva Csernoviczki | Moins de 48 kg |                     |                     |                     |                     |                     |                     |                     |        |
| Hedvig Karakas   | Moins de 57 kg |                     |                     |                     |                     |                     |                     |                     |        |
| Anett Mészáros   | Moins de 70 kg |                     |                     |                     |                     |                     |                     |                     |        |
| Abigél Joó       | Moins de 78 kg |                     |                     |                     |                     |                     |                     |                     |        |

## Tennis de table
Hommes
| Athlète         | Compétition | Tour préliminaire | 1er tour         | 2e tour          | 3e tour          | 4e tour          | Quarts de finale | Demi-finales     | Finale           | Finale |
| Athlète         | Compétition | Adversaire Score  | Adversaire Score | Adversaire Score | Adversaire Score | Adversaire Score | Adversaire Score | Adversaire Score | Adversaire Score | Rang   |
| --------------- | ----------- | ----------------- | ---------------- | ---------------- | ---------------- | ---------------- | ---------------- | ---------------- | ---------------- | ------ |
| Ádám Pattantyús | Simple      |                   |                  |                  |                  |                  |                  |                  |                  |        |
| Dániel Zwickl   | Simple      |                   |                  |                  |                  |                  |                  |                  |                  |        |

Femmes
| Athlète        | Compétition | Tour préliminaire | 1er tour         | 2e tour          | 3e tour          | 4e tour          | Quarts de finale | Demi-finales     | Finale           | Finale |
| Athlète        | Compétition | Adversaire Score  | Adversaire Score | Adversaire Score | Adversaire Score | Adversaire Score | Adversaire Score | Adversaire Score | Adversaire Score | Rang   |
| -------------- | ----------- | ----------------- | ---------------- | ---------------- | ---------------- | ---------------- | ---------------- | ---------------- | ---------------- | ------ |
| Georgina Póta  | Simple      |                   |                  |                  |                  |                  |                  |                  |                  |        |
| Krisztina Tóth | Simple      |                   |                  |                  |                  |                  |                  |                  |                  |        |

## Tir
Hommes
| Athlète        | Compétition                  | Qualification | Qualification | Finale | Finale |
| Athlète        | Compétition                  | Points        | Rang          | Points | Rang   |
| -------------- | ---------------------------- | ------------- | ------------- | ------ | ------ |
| Richárd Bognár | Double trap hommes           |               |               |        |        |
| Péter Sidi     | Carabine à 10 m air comprimé |               |               |        |        |

Femmes
| Athlète       | Compétition     | Qualification | Qualification | Finale | Finale |
| Athlète       | Compétition     | Points        | Rang          | Points | Rang   |
| ------------- | --------------- | ------------- | ------------- | ------ | ------ |
| Zsófia Csonka | Pistolet à 25 m |               |               |        |        |